# Сан-Хуан-де-лос-Моррос
Сан-Хуан-де-лос-Мо'ррос (исп. San Juan de los Morros) — город в центральной части Венесуэлы, столица штата Гуарико.
Сан-Хуан-де-лос-Моррос является четвертым по площади городом Венесуэлы, однако плотность населения значительно ниже. Согласно переписи, проведенной в 2001 году население города составило 103 706 человек.

## История
Город был открыт в 1594 году испанскими колонизаторами.
Во время войны за независимость Венесуэлы город отправил тысячи добровольцев.
Столицей штата Гуарико город стал в 1934 году.

## Достопримечательности
Среди основных достопримечательностей города — 20-метровая статуя Святого Иоанна Крестителя (San Juan Bautista, 1933-1935), горный массив Лос-Моррос де-Сан-Хуан, Площадь Боливара (Plaza Bolívar), историческое место и памятник известный как "La Puerta" на месте битвы 3 февраля 1814 года в войне за независимость Венесуэлы.